# Милан Марић (глумац, 1990)
Милан Марић (Београд, 31. јул 1990) српски је глумац. Спада у водеће српске глумце млађе генерације.
Дипломирао је на Факултету драмских уметности у класи Биљане Машић. Остварио је низ запажених улога у Југословенском драмском позоришту, Атељеу 212, Битеф театру, Крушевачком позоришту и Културном центру Београд. На стогодишњицу обележавања Првог светског рата учествовао је у три остварења о Младобосанцима и Сарајевском атентату: тумачио је Гаврила Принципа у представи „Мали ми је овај гроб” Биљане Србљановић и Данила Илића у драми „Змајеубице” Милене Марковић и на филму „Бранио сам Младу Босну”. Пажњу шире јавности стекао је 2018. играјући главну улогу у руском филму „Довлатов”, биографском филму о животу руског књижевника Сергеја Довлатова. Играо је и у серијама  „Немањићи - рађање краљевине”, „Војна академија”, „Јутро ће променити све”, „Беса” и „Жмурке”. Тренутно  је актуелан по главној улози у серији „Државни службеник”, где тумачи Лазара Станојевића, агента Безбедносно-информативне агенције.
Стекао је запажен успех 2021. године играјући главну улогу у филму "Тома".
Због истог имена понекад га мешају са глумцем Миланом Марићем Швабом.
Био је кандидат Либерално-демократске партије на изборима за одборнике Скупштине града Београда 2018. године. Листа се звала "Нова лица, нова нада Београда" и освојила је 0,2% гласова.

## Биографија
Милан Марић је рођен у Београду 1990. Тренирао је фудбал у млађим узрастима ОФК Београда, а поред тога се рекреативно бавио одбојком и пливањем. Почео је да глуми као тинејџер у омладинском позоришту ДАДОВ, а потом је уписао Факултет драмских уметности. Филмски деби је имао у краткометражном филму „Четвртак” (2010), дипломском остварењу режисера Николе Љуце. Уследио је телевизијски филм „Нова шанса” и улога Кокија у серији „Мирис кише на Балкану” (2011). Остварио је другу сарадњу са Николом Љуцом глумећи у његовом краткометражном филму „Наредник” (2012), у којем му је партнер био Милош Тимотијевић. „Наредник” је био позитивно дочекан на неколико филмских фестивала краткометражног филма. Паралелно са филмском каријером, дебитује и у професионалним позориштима глумећи у представама „Иза решетака” (Крушевачко позориште, 2011), „Радници умиру певајући” (Битеф театар, 2011), „Сумњиво лице” (Југословенско драмско позориште, 2012) и у контроверзној представи Зоран Ђинђић (Атеље 212, 2013). Након што је дипломирао у класи Биљане Машић 2013, постао је стални члан Југословенског драмског позоришта.
На стогодишњицу обележавања Првог светског рата 2014. учествовао је у три остварења о Младобосанцима и Сарајевском атентату тумачио је Гаврила Принципа у представи „Мали ми је овај гроб” Биљане Србљановић и Данила Илића у драми „Змајеубице” Милене Марковић и на филму „Бранио сам Младу Босну”. Следеће године су уследиле споредне улоге у филмовима Влажност, Добра жена и Santa Maria della Salute, у коме је тумачио лик краља Милана Обреновића.
У 2018. години играо је младог Вукана Немањића у телевизијској серији „Немањићи — рађање краљевине”. За потребе снимања научио је да јаше и да барата мачем. Исте године премијерно је приказан руски филм Довлатов, биографски филм о животу руског књижевника Сергеја Довлатова, у коме је играо главну улогу. Марића је за улогу препоручила глумица Данијела Стојановић која је радила са редитељем Алексејем Германом Млађим на претходном филму. Показала му је Марићеве фотографије указујући на физичку сличност између српског глумца и руског писца. Након неколико кругова кастинга, добио је улогу. Марић је научио руски језик за три месеца. Филм је премијерно приказан у оквиру главног такмичарског програма на Берлинском филмском фестивалу.

## Филмографија
| Год.              | Назив                                             | Улога                    |
| ----------------- | ------------------------------------------------- | ------------------------ |
| 2000-е            |                                                   |                          |
| 2009.             | Рањени орао                                       | Јефта                    |
| 2009.             | Бела лађа                                         | курир Озрена Солдатовића |
| 2010-е            |                                                   |                          |
| 2010.             | Четвртак                                          | Филип                    |
| 2010.             | Нова шанса                                        |                          |
| 2011.             | Мирис кише на Балкану                             | Коки                     |
| 2012.             | Наредник                                          |                          |
| 2013.             | Изгледаш до јаја кад сам одваљен                  |                          |
| 2014.             | Бранио сам Младу Босну                            | Данило Илић              |
| 2015.             | Бранио сам Младу Босну (телевизијска мини-серија) | Данило Илић              |
| 2016.             | Добра жена                                        | Давор                    |
| 2016.             | Влажност                                          | Ђорђе                    |
| 2016.             | Santa Maria della Salute (филм)                   | Милан Обреновић          |
| 2017.             | Santa Maria della Salute (ТВ серија)              | Милан Обреновић          |
| 2017.             | Живот траје три дана                              |                          |
| 2018.             | Пет                                               | Магда                    |
| 2018.             | Немањићи — рађање краљевине                       | млади Вукан Немањић      |
| 2018.             | Довлатов                                          | Сергеј Довлатов          |
| 2018.             | Павиљони                                          |                          |
| 2018.             | Београдска трилогија                              | Милош                    |
| 2018.             | Јутро ће променити све                            | Мирослав                 |
| 2018.             | Војна академија                                   | Огњен                    |
| 2019.             | Пет                                               | Магда                    |
| 2019.             | Беса                                              | Лука                     |
| 2019.             | Жмурке                                            | Срд                      |
| 2020-е            |                                                   |                          |
| 2020.             | Отац                                              | помоћник министра        |
| 2021.             | Породица                                          | Чедомир Јовановић        |
| 2021.             | Време зла (ТВ серија)                             | Зигмас Ангаретис         |
| 2021.             | Тома (филм)                                       | Тома Здравковић          |
| 2019. — jош траје | Државни службеник                                 | Лазар Станојевић         |
| 2022. —           | Пад (ТВ серија)                                   | Иван Маслаћ              |
| 2023.             | Тома (ТВ серија)                                  | Тома Здравковић          |
| 2024.             | Време смрти (ТВ серија)                           | Гаврило Станковић        |
| 2024.             | Златни рез 42                                     |                          |
| 2024.             | Константиново раскршће (ТВ серија)                | Хајнрих Хан              |
| 2025.             | Звечарке                                          | Борис                    |
| 2026.             | Сенке над Балканом                                | Димитрије Филиповић      |

## Позориште
| Назив представе                | Позориште                       | Премијера     |  |
| ------------------------------ | ------------------------------- | ------------- |  |
| „Иза решетака”                 | Крушевачко позориште            | 14. 10. 2011. |  |
| „Радници умиру певајући”       | Битеф театар                    | 16. 12. 2011. |  |
| „Балада о Пишоњи и Жуги”       | Битеф театар                    | 07. 03. 2012. |  |
| „Сумњиво лице”                 | Југословенско драмско позориште | 09. 04. 2012. |  |
| „Зоран Ђинђић”                 | Атеље 212                       | 18. 05. 2012. |  |
| „Педесет удараца”              | Атеље 212                       | 18. 01. 2013. |  |
| „Госпођица”                    | Југословенско драмско позориште | 26. 04. 2013. |  |
| „Мали ми је овај гроб”         | Битеф театар                    | 12. 03. 2014. |  |
| „Змајеубице”                   | Југословенско драмско позориште | 07. 06. 2014. |  |
| „Хинкеман: Шта мора нека буде” | Југословенско драмско позориште | 14. 05. 2013. |  |
| „Дневник о Чарнојевићу”        | Југословенско драмско позориште | 17. 12. 2014. |  |
| „Тартиф”                       | Југословенско драмско позориште |               |  |
| „Зашто је полудео господин Р?“ | Југословенско драмско позориште | 20. 06. 2018. |  |
| "Лоренцачо"                    | Југословенско драмско позориште |               |  |
| „Ко се боји Вирџиније Вулф“    | Београдско драмско позориште    | 9. 10. 2019   |  |
| „Млетачки трговац”             | Југословенско драмско позориште |               |  |
| „Глад”                         | Културни центар Београд         |               |  |
| „Авети”                        | Битеф театар                    |               |  |
| „Хотел 88“                     |                                 |               |  |
| „Те ноћи сам је видео“         |                                 |               |  |
| „Смрт и девојка“               | Битеф театар                    |               |  |
| „Алиса у земљи страхова“       | Југословенско драмско позориште | 3. 2. 2022.   |  |
| „Едип“                         | Југословенско драмско позориште | 17. 9. 2022.  |  |
| „Било једном на Бријунима“     | Битеф театар                    | 18. 02. 2023. |  |
| „Свети Георгије убива аждаху“  | Југословенско драмско позориште | 27. 12. 2024. |  |